# 反派正色
《反派正色》（西班牙語：Villainous）是一部由墨西哥-美國網路黑色喜劇網路動畫影集，由AI動畫工作室為卡通頻道和Max製作。由艾倫·伊圖里爾（Alan Ituriel）創作、編劇、執導和製作，該作品基於伊圖里爾創作的2012年同名網絡連續劇，最初作為卡通頻道拉丁美洲應用程序「卡通頻道Anything」的10部迷你劇及特別節目而創作。此後，該系列已擴展到包括書籍在內的媒體特許經營權。
2021年10月11日，伊圖里爾旗下的AI動畫工作室透露，該劇將在HBO Max拉丁美洲和卡通頻道播映，並於2021年10月29日在兩個平台首播。該劇於2021年在Max上首播。

## 情節
《反派正色》敘述了「黑帽組織」（Black Hat Org.）的故事，該組織由邪惡主謀黑帽（Black Hat）和他的三名不太邪惡的助手組成的團隊為主角。該組織的使命是協助其他惡棍解決他們的英雄問題。他們出售由弗拉格博士創造的邪惡發明並提供各種服務，例如如何擊敗英雄的建議。然而，事情通常最終會出錯，因為卓越的創新和計劃，往往會存在一些「微小」而且常常滑稽的缺陷。

## 角色

### 主要
- 黑帽（艾倫·伊圖里爾配音）
- 弗拉格博士（Kenning "Flug" Flugslys、伊恩·魏茲配音（英語，電視劇）、托德·塞爾（英語，短片）、何塞·安東尼奧·馬西亞斯（西班牙語））
- 德門西亞（Demencia，辛蒂·艾利斯·佩雷斯（英語，電視劇）、梅拉尼·塞姆斯（英語、試播集/短片）、梅麗莎·吉登（西班牙語））
- 5.0.5.（馬克·愛德華·菲施巴赫配音）

## 製作
原版《反派正色》的網路影集最初由艾倫·伊圖里爾2012年為他共同創作的藝術網站「ThatPlaceToHangOut.com」製作動畫並配音，他必須使用免版稅的音樂並為所有角色配音。他後來表示，黑帽角色的靈感來自吉勒摩·戴托羅以及《彼得潘》中的虎克船長。在新系列的製作過程中，卡通頻道與YouTuber和網路遊戲玩家Markiplier簽約，擔任5.0.5的配音員。並應伊圖里爾的要求，聘請專業作曲家凱文·曼塔參與此專案。作為導演、編劇、分鏡藝術家、動畫師和聲音，伊圖里爾仍然全程監督該作品的製作。英語版本最初由TRACKS Productions在位於亞特蘭大的配音員陣容錄製（伊圖里爾和Markiplier除外），西班牙語版本隨後在墨西哥Dubbing House配音 。迪亞哥·華倫蘇埃拉則創作了多集劇集。預告片於2018年9月8日發布。
該系列的概念是由伊圖里爾在2014年庫埃納瓦卡像素節舉辦的名為IdeaToon Summit的競賽中提出的 。他在那裡會見了一些卡通頻道的高管，並認為這個概念適合6-11歲的頻道觀眾。 《反派正色》隨後在卡通頻道線上平台上獲得了積極的迴響，導致CN決定繼續他們「Pitch Me」競賽至少持續到2017年，旨在尋找更多網路原創節目 。而《反派正色》則是卡通頻道希望為其應用程式和YouTube頻道打造的眾多成功短片項目中的首批作品。
卡通頻道電視試播集於2019年6月8日發布，西班牙語版本早於7天發布，而完整的劇集目前正在開發中。伊圖里爾後來證實第一季目前正在製作中。與短片不同，由於華納兄弟與Discovery合併以及嚴重特殊傳染性肺炎疫情影響，該系列同時以兩種語言製作（劇本仍用英語編寫），但該系列首先以西班牙語錄製在墨西哥的SDI Media上製作，並用英語配音，之後用邁阿密的VOA Studios邁阿密演員取代了除Alan Ituriel和Markiplier之外的大部分原始演員陣容，第一季於2021年10月29日發行。
2021年10月11日，據透露該劇將在HBO Max拉丁美洲和卡通頻道播映，並於2021年10月29日在兩個平台首播。該劇在2023年5月23日在Max美國首播。

## 集數
| 季數   | 集数   | 集数   | 首播日期       | 首播日期      |
| 季數   | 集数   | 集数   | 首映           | 季终          |
| ------ | ------ | ------ | -------------- | ------------- |
| Shorts | 29     | 29     | 2017年5月18日  | 2019年2月19日 |
| 試播集 | 試播集 | 試播集 | 2019年6月1日   | 2019年6月1日  |
| 第一季 | 5      | 5      | 2021年10月29日 | 待定          |

## 評價
《反派正色》獲得相對積極的反響。2017年6月，維克多·皮內達·特魯希略（Victor Pineda Trujillo）表示，這部迷你短片具有「90年代卡通片中的幽默感」，講述了如何克服生活中的惡魔，擁有精彩的藝術作品和重要的訊息。2019年，EM Lee評論了該劇的試播集，指出該劇擁有龐大的粉絲群，表示試播集值得等待，並認為該集非常有創意，擁有「高度娛樂性」的角色，具有有趣的動態與彼此。李還讚揚了這部動畫，並認為它引入了該系列的「核心場景」，讓觀眾「足以讓他們對該系列的其餘部分感興趣」。
其他評論家表示，《反派正色》適合包括《愛酷一族》和《侵略者ZIM》的粉絲，而一些評論家則表示，它因「諷刺流行的卡通網絡節目」而在網路上廣受歡迎。2018年3月，密西根大学迪爾伯恩分校的學生刊物《密西根雜誌》的凱瑟琳·倫西奧內稱該節目獨特而有趣，具有「豐富多彩的動畫和角色設計」，並表示它有可能演變成「偉大」的某種東西。

## 外部連結
- 黑帽官方網站
- YouTube 播放列表 （页面存档备份，存于） 卡通網路拉丁美洲頻道整理的各種短片
- 互联网电影数据库（IMDb）上《反派正色》的资料（英文）